# Christophe Barreyre
Christophe Barreyre est un journaliste français.
Il est rédacteur en chef et producteur de l'émission Affaires sensibles sur France Inter.